# Мирный (Кирсановский район)
Мирный — посёлок в Кирсановском районе Тамбовской области России. Входит в состав Ковыльского сельсовета.

## География
Посёлок находится в восточной части Тамбовской области, в лесостепной зоне, в пределах Окско-Донской равнины, к северу от автодороги Р-208, вблизи железнодорожной линии Тамбов — Ртищево, на расстоянии примерно 22 километров (по прямой) к западу от города Кирсанова, административного центра района.
Часовой пояс
Посёлок Мирный, как и вся Тамбовская область, находится в часовой зоне МСК (московское время). Смещение применяемого времени относительно UTC составляет +3:00.

## Население
| 2010 |
| ---- |
| 171  |

Половой состав
По данным Всероссийской переписи населения 2010 года в гендерной структуре населения мужчины составляли 45,6 %, женщины — соответственно 54,4 %.
Национальный состав
Согласно результатам переписи 2002 года, в национальной структуре населения русские составляли 95 % из 152 чел.

## Улицы
Уличная сеть посёлка состоит из четырёх улиц.